# Potentilla verticillaris
Potentilla verticillaris là loài thực vật có hoa trong họ Hoa hồng. Loài này được Stephan ex Willd. miêu tả khoa học đầu tiên năm 1799.